# LongeviQuest
LongeviQuest (LQ) est une organisation scientifique spécialisée dans la longévité extrême et la validation de l'âge des supercentenaires. Fondée par Ben Meyers et Robert Young en 2022, elle a été citée par plusieurs médias comme une autorité en la matière, notamment dans le Livre Guinness des records.

## Histoire
Les membres de LongeviQuest, ainsi que son directeur Ben Meyers, ont rencontré et interviewé de nombreux supercentenaires et centenaires à travers le monde. Leur première visite a été chez Maria Branyas en Catalogne, en Espagne, qui était alors la personne la plus âgée du monde. Ils ont également rencontré Elizabeth Francis, ancienne doyenne des États-Unis, et Shitsui Hakoishi, du Japon, le plus vieux coiffeur en activité du monde en mars 2025.
En décembre 2023, Yumi Yamamoto était présidente de la branche recherche du Japon. Elle était également l'arrière-petite-fille de Shigeyo Nakachi, qui, au moment de sa mort en 2021 à l'âge de 115 ans, était la deuxième personne vivante la plus âgée au Japon.